# ハビ・ディアス
ハビエル・"ハビ"・ディアス・サンチェス（Javier "Javi" Díaz Sánchez、1997年5月15日 - ）は、スペイン・アンダルシア州マイレナ・デル・アルハラフェ出身のサッカー選手。CDテネリフェ所属。ポジションはGK。

## クラブ経歴
セビージャFCのカンテラ出身。2019年3月31日、ラ・リーガのバレンシアCF戦にてトップチームデビューを果たした。
2022年7月7日、CDテネリフェと3年契約を結んだ。